# Andy Linden
Andy Linden (Brownsville, Pennsylvania, 5 april 1922 – 10 februari 1987) was een Amerikaans Formule 1-coureur. Hij reed van 1951 tot 1957 7 maal de Indianapolis 500, waarin hij 5 punten scoorde.